# Verwaltungsgemeinschaft Weischlitz

Lage der Verwaltungsgemeinschaft im Vogtlandkreis (Stand: 2016)

Die Verwaltungsgemeinschaft Weischlitz war eine Verwaltungsgemeinschaft im Vogtlandkreis im Freistaat Sachsen. Ihr gehörte zuletzt neben der Gemeinde Weischlitz die Gemeinde Reuth an. Sie wurde mit der Eingemeindung von Reuth nach Weischlitz am 1. Januar 2017 aufgelöst.
Der Verwaltungsgemeinschaft gehörten an die Gemeinden:
- Burgstein, bis zur Eingemeindung nach Weischlitz zum Jahreswechsel 2010/2011,
- Reuth, bis zur Eingemeindung nach Weischlitz zum Jahreswechsel 2016/2017,
- Weischlitz, bis zur Eingemeindung von Reuth, mit der die Auflösung einherging.